# Motto☆大膽一點！
《motto☆大膽一點！》是戶松遥的第2張單曲。於2008年10月29日由Music Ray'n Inc.發行。

## 收錄曲

### 通常盤
1. motto☆派手にね! [4:38]
  - 作詞：辛矢凡、作曲・編曲：神前暁
  - 電視動畫《神薙》片頭曲
2. シアワセサガシ [3:58]
  - 作詞：古屋真、作曲・編曲：渡辺未来
  - 網絡電台節目『かんなぎらじお』結尾曲
3. motto☆派手にね! (Instrumental)

### 神薙盤
1. motto☆派手にね!
2. シアワセサガシ
3. motto☆派手にね! (TV EDIT) [1:33]
4. motto☆派手にね! (Instrumental)

### DVD（初回生産限定盤）
1. motto☆派手にね! (Music Clip)
2. motto☆派手にね! (TV-Spot 15sec/30sec)

## 相關項目
- 神薙

## 資料來源
1. ↑  .   [2010-01-27]. （原始内容存档于2014-02-19）.
2. ↑  .   [2010-01-27]. （原始内容存档于2010-03-10）.

## 外部連結
- （日語）戶松遥 Special website